# Антоніу Енрікіш Жезуз Олівейра
Антоніу Енрікіш Фонсека Жезуз Олівейра (порт. António Henriques Fonseca Jesus Oliveira, нар. 8 червня 1958, Мойта) — португальський футболіст, що грав на позиції ліберо, зокрема за «Бенфіку», а також національну збірну Португалії.

## Клубна кар'єра
У дорослому футболі дебютував 1978 року виступами за команду «Квімігал», в якій провів чотири сезони, взявши участь у 79 матчах чемпіонату. 
Протягом 1982—1983 років захищав кольори клубу «Марітіму».
Своєю грою за останню команду привернув увагу представників тренерського штабу клубу «Бенфіка», до складу якого приєднався 1983 року. Відіграв за лісабонський клуб наступні чотири сезони своєї ігрової кар'єри. Більшість часу, проведеного у складі «Бенфіки», був основним гравцем захисту команди. За цей час двічі виборював титул чемпіона Португалії, тричі — кубок країни і одного разу Суперкубок.
1987 року ще на три сезони повернувся до «Марітіму», а завершив ігрову кар'єру у команді «Бейра-Мар», за яку виступав протягом 1990—1994 років.

## Виступи за збірну
1983 року дебютував в офіційних матчах у складі національної збірної Португалії. Відтоді довгий час до матчів національної команди не залучався, доки 1986 року не лише був неочікувано включений до її заявки на тогорічний чемпіонат світу у Мексиці, але й взяв участь в усіх матчах групового етапу змагання, який португальці подолати не змогли.
Згодом провів ще п'ять ігор у формі національної команди протягом 1988—1989 років, довівши свою статистику виступів за неї до 9 матчів, в яких забив один гол.
У складі збірної був учасником .

## Титули і досягнення
- Чемпіон Португалії (2):

«Бенфіка»: 1984, 1987
- Володар Кубка Португалії (3):

«Бенфіка»: 1985, 1986, 1987
- Володар Суперкубка Португалії (1):

«Бенфіка»: 1985